# 일라누
일라누 하우프 블루메르(포르투갈어: Elano Ralph Blumer, 1981년 6월 14일, 브라질 이하세마폴리스 ~ ) 또는 줄여서 일라누는 브라질의 전 축구 선수로, 포지션은 공격형 미드필더이다.
일라누는 상파울루의 축구팀인 구아라니 FC의 유소년 클럽에서 축구를 시작하였다. 인테르 데 리메이라를 거친 그는 호비뉴, 지에구 등과 같이 산투스 FC에서 뛰게 되었다. 그는 곧 뛰어난 미드필더로 성장하였고, 2005년 샤흐타르 도네츠크로 이적하였다. 그는 브라질 축구 국가대표팀 경기에서 실력을 쌓아갔는데, 아르헨티나와의 친선경기에서 2골을 넣는 등의 활약을 펼쳤다. 소속팀에서도 좋은 활약을 보여준 그는 2007년 8월 2일 맨체스터 시티로 이적하였고, 2009년 여름에는 갈라타사라이로 이적하였다.
그는 브라질 축구 국가대표팀에서는 50경기에 출전해 9골을 넣었다.